# 八王子神社 (茅ヶ崎市)
八王子神社は、神奈川県茅ヶ崎市にある神社。社格は旧村社である。

## 祭神
- 八王子権現
- 市杵島比売命
- 多紀理毘売命
- 多岐都比売命
- 正勝吾勝速日天忍穂耳命
- 天之菩卑能命
- 天津日子根命
- 活津彦根命
- 熊野久須毘命

## 歴史
創建年代並びに創建者は不明であるが、敷地内に古代墳墓が所在し、かつ神社一帯を本村と称することから茅ヶ崎本源発祥の地とされる。
古くから武運長久の祈願をする社であったことが知られ、鎌倉幕府倒幕の兵を挙げた新田義貞公が執権北条氏との決戦に臨む前に当神社に祈願し、神火を掲げて幕府との戦いに挑んで勝利を得たことから、義貞公は1335年（建武2年）に感謝の意を込めて当神社の社殿改修を施し、奉斎の誠を捧げたと伝わる。
また1649年（慶安2年）には徳川幕府第3代征夷大将軍の徳川家光より、『八王子権現』の称号と社領五百石余の朱印を賜ったと伝わる。
明治に入り、神仏分離の影響などもあり、現在の「八王子神社」の名称となる。1910年（明治43年）に指定村社に列せられた。
1923年（大正12年）の大正関東地震により社殿など施設が倒壊し、氏子などの浄財寄進により1927年（昭和2年）に再建がなされた。また境内にはその大正関東地震で崩壊した鳥居の残骸が保存されている。

## 摂末社
- 本村護国社
  - 日清戦争・日露戦争・第二次世界大戦（大東亜戦争、日中戦争を含む）に出征し、戦地に散華した氏子の英霊75柱を祀る[2]。

- 本村天満宮
  - 祭神：菅原道真公

## 現地情報
所在地
- 神奈川県茅ヶ崎市本村4丁目13番地40号

交通アクセス
- 東日本旅客鉄道 東海道本線・相模線 茅ケ崎駅から徒歩約20分、タクシー約4分

## 関連文献
- 「大庭庄 茅ヶ崎村 八王子権現社」『大日本地誌大系』 第38巻新編相模国風土記稿3巻之60村里部高座郡巻之2、雄山閣、1932年8月。NDLJP:1179219/145。